# Цукановка
Цука́новка (до 1972 года — Янчихэ) — река в Хасанском районе Приморского края России.
Образуется слиянием нескольких притоков, стекающих с Чёрных гор; исток реки Цукановка находится примерно в 5 км южнее российско-китайской границы.
Основной приток — река Сухая Речка (впадает в 9,4 км от устья).
Впадает река в бухту Экспедиции залива Посьет Японского моря.
Цукановка течёт с севера на юг. Длина реки — 29 км, площадь бассейна — 175 км².
Населённые пункты на реке: село Цуканово (бывшее Нижнее Янчихе), в 8 км до устья; Краскино, в 4 км до устья.
В настоящее время бассейн реки является единственным местом в России, где встречается кустарниковая форма шелковицы, от листьев которой, в свою очередь, зависит редкий в России дикий тутовый шелкопряд.